# Harbert Ido Schönfeld
Harbert Ido Schönfeld (Beerta, 1 september 1861 - Winschoten, 15 februari 1937) was een Nederlandse advocaat en politicus.

## Familie
Schönfeld was een zoon van de arts Johann Christoph Schönfeld (1816-1881) en Wubbina Poppens (1828-1900). Hij bleef ongehuwd.

## Loopbaan
Schönfeld studeerde rechtsgeleerdheid in Groningen, hij promoveerde in 1886 op het proefschrift Klachtendelicten. Hij vestigde zich vervolgens als advocaat en procureur in Winschoten. Hij was daarnaast onder meer rechter-plaatsvervanger (vanaf 1893) bij de arrondissementsrechtbank in Winschoten en schoolopziener in het arrondissement Onstwedde (1897-1921).
Schönfeld was lid van de Vrijzinnig-Democratische Bond. In zijn politieke loopbaan was hij gemeenteraadslid (1891-1906) en tegelijkertijd wethouder van Winschoten. In 1906 werd hij benoemd tot burgemeester van de stad. Hij zette zich in voor de vestiging van onderwijsinstellingen en voor kanalisatie van waterwegen. Tijdens zijn langdurige burgemeesterschap werden in Winschoten nieuwe scholen gesticht, werden een ziekenhuis, politiebureau en marechausseekazerne gebouwd, werd het verkeerswezen verbeterd (onder andere door aanleg van een tramweg door het Oldambt), werd aan woningverbetering gedaan, werd een gemeentelijk sportpark en zwembad aangelegd en werd een spoor- en tramhaven gegraven. Bij zijn zilveren jubileum als burgemeester, in 1931, werd hij geëerd met een monumentale fontein op het Burgemeester Schönfeldplein. Dit was een nieuw plein, aangelegd ter plaatse van de gedempte Oosterhaven. De nieuwe straat van de voormalige Oosterhaven naar de Gaslaan kreeg ook zijn naam. Op 1 oktober 1936 legde hij zijn functie als burgemeester neer.
Voor het kiesdistrict Winschoten werd hij lid van de Provinciale Staten van Groningen (1911-1922). In 1922 werd hij verkozen tot lid van de Eerste Kamer der Staten-Generaal. In zijn korte periode als Kamerlid (van 19 september 1922 tot 18 september 1923) sprak hij enkele keren over uiteenlopende onderwerpen: onderwijs, zomertijd, opheffing rechtbanken en de Arbeidsgeschillenwet. In 1923 werd hij benoemd tot ridder in de Orde van de Nederlandse Leeuw.
Schönfeld bekleedde diverse commissariaten. Hij was voorzitter van de Raad van Commissarissen N.V. Stoomtramweg Maatschappij Oostelijk Groningen, voorzitter van de Raad van Commissarissen N.V. Noordelijke Machinefabriek (1904-overlijden) en lid van de Raad van Commissarissen kunstweg Winschoten-Beerta-Pruisische Grens. Hij was daarnaast voorzitter van onder andere de Provinciale Groningsche Archaelogische Commissie, de sociëteit "Harmonie" te Winschoten en de commissie Bijzondere Vrijwillige Landstorm, afdeling Winschoten.
Schönfeld overleed op 75-jarige leeftijd in zijn woonplaats Winschoten, hij werd begraven in Bellingwolde.
- Biografisch Portaal: 41148808
- Gemeinsame Normdatei: 105534120X
- International Standard Name Identifier: 0000 0003 9522 3954
- Parlement.com: vg09ll7wlnzv
- Système universitaire de documentation: 245428089
- Virtual International Authority File: 289896338